# 27 Sextantis
27 Sextantis är en misstänkt variabel i Sextantens stjärnbild.
27 Sextantis har visuell magnitud +6,54 och varierar utan någon fastställd amplitud eller periodicitet. Den befinner sig på ett avstånd av ungefär 615 ljusår.